# The African Who Wanted to Fly
The African Who Wanted to Fly (en francés: L'Africain Qui Voulait Voler) es una película gabonesa de 2016 dirigida por Samantha Biffot, basada levemente en la biografía de Luc Bendza. Fue realizada en dos idiomas, chino y francés, y contó con subtítulos en inglés.

## Sinopsis
Al ver la película Big Boss, un joven gabonés de 15 años descubre el Kung Fu y decide irse a China, además de enterarse de que sería el primer africano en aprender el arte del Kung Fu.

## Producción
Fue producida por Neon Rouge, con coproducción de The Actors Company Theatre (Francia). Fue filmada tanto en Gabón como en China. La música estuvo compuesta por melodías chinas.

## Proyecciones
- Fue proyectada en el Festival de Cine Africano de la Universidad Duke el 27 de febrero de 2019.[4]
- Maysles Documentary Center la presentó durante el 24º Festival de Cine Africano de Nueva York el 19 de mayo de 2017.[5]